# Villa Art nouveau
La villa Art nouveau  est située à Vichy (France).

## Localisation
La villa est située sur la commune de Vichy, au 14 rue Hubert-Colombier, dans le département de l'Allier, en région Auvergne-Rhône-Alpes.

## Description
Elle s'inscrit dans un ensemble qui se compose d'une villa principale, la villa Jurietti, propriété d'Hubert Colombier, et d'autres villas de styles différents, destinées à la location. La villa n°14 présente des plates-bandes de baies et des lucarnes aux formes courbes et sinueuses caractéristiques de l'Art nouveau, de même pour les menuiseries et les ferronneries. A l'intérieur, une verrière garnit les doubles battants de la porte du vestibule, avec des motifs floraux et aquatiques (héron, canard) ainsi qu'un château en fond de paysage. L'escalier possède une rampe mixte, en bois et métal. Le salon a un plafond peint de motifs floraux et de feuillages, et une cheminée en marbre d'inspiration XVIIIe siècle. La salle à manger présente une cheminée surmontée d'une glace dont la frise à l'antique est ornée d'une scène de vendanges. Son plafond est peint de feuillages et fruits.

## Historique
Hubert Colombier, bâtonnier au tribunal de Cusset et propriétaire de la banque de Vichy, fit bâtir de 1897 à 1900 un ensemble de villas formant une voie privée, sablée et fermée par une chaîne.
La villa est inscrite partiellement au titre des monuments historiques par arrêté du 2 mai 1988.

## Protection
Éléments protégés : les façades et toitures ainsi que les portes du vestibule avec leurs verrières, l'escalier, la salle à manger et le salon du rez-de-chaussée avec leur plafond peint et leur cheminée.